# Akonjärvi
Akonjärvi eller Akkanen är en sjö i Finland. Den ligger i kommunen Pudasjärvi i landskapet Norra Österbotten, i den centrala delen av landet, 600 km norr om huvudstaden Helsingfors. Akonjärvi ligger 129,3 meter över havet. Arean är 1,18 kvadratkilometer och strandlinjen är 8,19 kilometer lång. Sjön  ingår i Ijo älvs huvudavrinningsområde.   I sjön finns ön Peurosaari.